# Les Fougerêts
Les Fougerêts är en kommun i departementet Morbihan i regionen Bretagne i nordvästra Frankrike. Kommunen ligger i kantonen La Gacilly som tillhör arrondissementet Vannes. År 2022 hade Les Fougerêts 960 invånare.

## Befolkningsutveckling
Antalet invånare i kommunen Les Fougerêts
| Referens: INSEE |